# Parafia św. Floriana w Pleszewie
Parafia Świętego Floriana w Pleszewie – parafia rzymskokatolicka należąca do dekanatu Pleszew diecezji kaliskiej. Została utworzona w 1953. Kościół parafialny pw. Matki Boskiej Częstochowskiej został wybudowany w latach 1986–2000 według projektu architekta Mariana Bielickiego, konsekrowany w 2004. Mieści się przy ulicy Ciołkowskiego. Kościół filialny św. Floriana, dawniej był kaplicą cmentarną, posiada prezbiterium murowane z XV/XVI wieku i nawę drewnianą dobudowaną w 1745. Odnowiony w 2011. Mieści się przy ulicy Poznańskiej (wejście od strony ul. Kopernika).

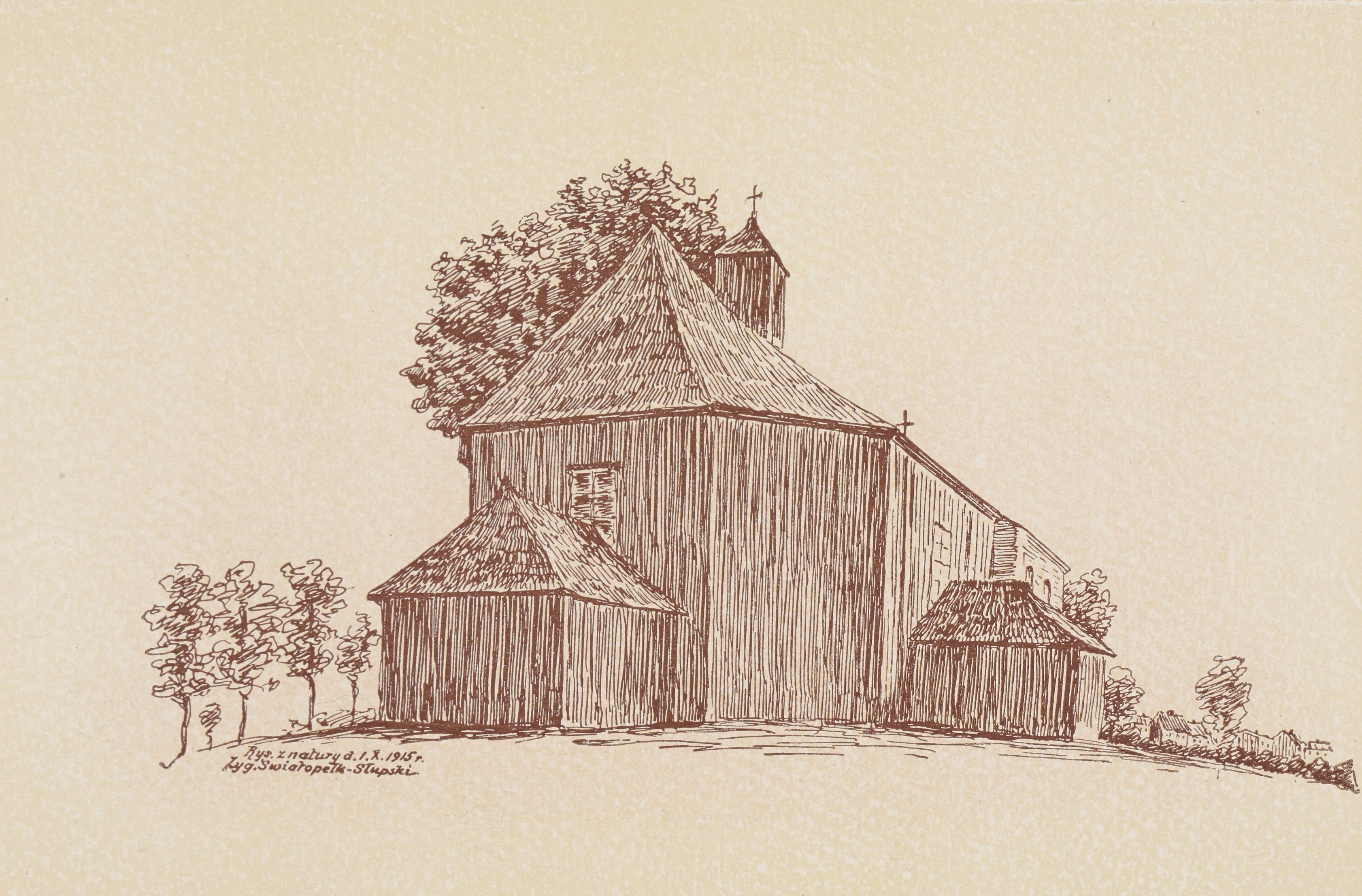
Widok kościoła przed 1917